# Tombali
Tombali è una città della Guinea-Bissau, situata nell'omonima regione.